# Хайден, Майкл
Майкл Винсент Хайден (англ. Michael Vincent Hayden; род. 17 марта 1945) — сотрудник американских спецслужб, генерал ВВС США, директор Агентства национальной безопасности (1999—2005), директор ЦРУ (2006—2009).

## Биография
Родился в Питтсбурге в семье выходцев из Ирландии, окончил Университет Дюкейн (специализация по новейшей истории США), после чего прошёл курс подготовки офицеров запаса и с 1969 года находился на военной службе.
С марта 1999 по май 2005 год — директор АНБ и начальник Центральной службы безопасности.
С 21 апреля 2005 по 26 мая 2006 год — первый заместитель директора национальной разведки. Генерал (5 мая 2006).
С 30 мая 2006 по 12 февраля 2009 год — директор ЦРУ.
1 июля 2008 года Хайден вышел в отставку после почти 39 лет военной службы, оставаясь на посту директора ЦРУ до 12 февраля 2009 года. В настоящее время совместно с бывшим министром национальной безопасности США Майклом Чертоффом является соучредителем агентства по консалтингу в сфере безопасности Chertoff Group. Также является приглашенным профессором Школы публичной политики в Университете Джорджа Мейсона, избран в совет директоров Motorola Solutions.
Женат на Джанин Карриер, в браке у Хайденов — дочь и двое сыновей.

## Награды
- Медаль «За выдающуюся службу в вооружённых силах»;
- Медаль «За превосходную службу в вооружённых силах» с дубовым листом;
- Медаль «Доблестного легиона»;
- Медаль «Бронзовая звезда»;
- Медаль «За отличную службу» с двумя дубовыми листьями;
- Благодарственная медаль «За службу в ВВС»;
- Медаль «За достижения на службе в ВВС»;
- Офицер ордена Австралии.